# 국가대표 와이프
{{국가대표 와이프 2}}
《국가대표 와이프》는 2021년 10월 4일부터 2022년 4월 8일까지 방영된 KBS 1TV 저녁일일극이다.

## 기획 의도
강남의 집 한 채를 통해 삶의 클래스를 올리려 고군분투하는 서초희가 행복은 집 자체가 아니라, 그 집에서 서로를 보듬고 살아가는 사람임을 깨닫는 현실적인 가족 드라마

## 방송 시간
| 방송 채널 | 방송 기간                                          | 방송 시간                   | 방송 분량 |
| --------- | -------------------------------------------------- | --------------------------- | --------- |
| KBS 1TV   | 2021년 10월 4일~2022년 4월 8일 [1회~122회(본방송)] | 매주 평일 저녁 8:30~밤 9:00 | 30분      |

## 등장인물

### 초희네집
- 한다감: 서초희(38세) 역 - 컴투미 본부장, 억척 와이프. 강림의 누나. 보리의 언니. 남구의 아내. 리안의 어머니. 장금의 첫째딸. 선덕의 큰며느리. 석구의 형수. 파란 & 선해의 올케. 원주의 형님. 동준의 후배.
- 한상진: 강남구(41세) 역 - 초희의 남편, 따뜻하지만 현실감 없는 이상주의자. 한강대학교 부교수. 선덕의 첫째아들. 리안의 아버지. 석구의 형. 장금의 사위. 풍금의 조카 사위. 선해의 처남댁. 강림의 매형. 보리의 형부. 파란의 큰오빠.
- 금보라: 나선덕(65세) 역 - 초희 시어머니, 남구와 석구의 어머니. 리안의 할머니. 파란의 외숙모. 배수의 아내. 장금과 풍금의 사돈. 원주의 시어머니.
- 신현탁: 강석구(33세) 역 - 남구의 남동생, 눈치도 개념도 없는 프로 백수. 초희의 시동생. 선덕의 둘째아들. 리안의 삼촌. 파란의 작은오빠. 보리의 사돈.
- 김태연: 강리안(10세) 역 - 초희와 남구의 외동딸, 선덕의 손녀. 장금의 외손녀. 사랑의 친구. 강림&석구&파란&보리&선해의 조카.

### 초희네 친정 식구
- 심지호: 서강림(37세) 역 - 초희의 남동생, 공감능력 제로인 능력 만점 한강대학교 교수. 이혼 전문 변호사. 장금의 둘째아들. 보리의 오빠. 남구의 매형. 리안의 외삼촌. 선해의 남편. 경호의 후배. 죽은 유나의 연인.
- 양미경: 오장금(63세) 역 - 초희&강림&보리의 어머니, 선해의 시어머니. 자매 반찬가게 사장. 풍금의 언니. 남구의 장모. 리안의 외할머니. 선덕의 사부인. 배수의 고향동생.
- 조은숙: 오풍금(53세) 역 - 장금의 여동생, 초희&강림&보리의 이모. 리안의 이모 할머니. 선해의 질부. 배수의 고향동생.
- 윤다영: 서보리(32세) 역 - 초희&강림&선해의여동생, 장금의 셋째딸. 리안의 이모. 석구의 사돈처녀. 남구의 처제. 풍금의 조카. 재민의 연인.

### 한강대학교 인물
- 정보민: 한슬아(24세) 역 - 한강대학교 대학생, 준이의 어머니. 미혼모. 남석과 갑순의 딸.
- 오유나: 최선해(38세) 역 - 초희의 형님, 강림의 아내. 한강대학교 조교수. 장금의 며느리. 보리의 시누이. 리안의 외숙모.
- 김채윤: 송파란(24세) 역 - 한강대학교 대학생, 남구와 석구의 여동생. 초희의 사촌 시누이. 리안의 고모.
- 유주: 공주아(24세) 역 - 한강대학교 대학생, 사랑의 과외선생님.(2회~35회)
- 이명준: 김동하(24세) 역 - 한강대학교 대학생, 슬아의 대학 동창.

### 원주네
- 신승환: 방형도(42세) 역 - 원주의 남편, 사랑의 아버지. 배수의 아들.
- 이채빈: 방사랑(10세) 역 - 형도와 원주의 외동딸. 배수와 선덕의 친손녀. 리안의 절친.
- 조향기: 노원주(38세) 역 - 초희의 동서, 형도의 아내. 사랑의 어머니. 배수와 선덕의 며느리.
- 안석환: 방배수 역 - 형도의 아버지, 원주의 시아버지. 선덕의 남편. 사랑의 할아버지. 방수건설 회장. 장금과 풍금의 고향오빠.

### 컴투미 회사 인물
- 김덕현: 고성만(47세) 역 - 컴투미 대표
- 한정우: 양재민(35세) 역 - AJ그룹 회장 외동아들, 컴투미 전 본부장. 보리의 연인.
- 김가란: 여의경(33세) 역 - 광고회사 컴투미 팀장
- 김재인: 구로미(28세) 역 - 컴투미 기획 1팀원, 의경의 부하직원.
- 안정호: 옥수현(29세) 역 - 컴투미 기획 1팀원
- 한소현: 이매리(27세) 역 - 컴투미 기획 1팀원
- 문일택: 문정규(39세) 역 - 컴투미 기획 2팀장(1회~24회, 111회, 121회)
- 김나온: 오금성(34세) 역 - 컴투미 기획 2팀원(1회~111회)

### 그 외 인물
- 최종남: 수선중(57세) 역 - 명품세탁소 사장
- 엄수정: 마갑순 역 - 슬아의 어머니. 남석의 본처. 사기꾼. 준이의 외할머니.(51회~122회)
- 김한: 안동준 역 - 초희의 선배
- 김규민: 한준 역 - 슬아의 아들, 갑순의 외손자.
- 김주환: 도경호 역 - 강림의 선배(26회~50회)
- 미상: 재민의 어머니 역
- 미상: 방수건설 작업반장 역
- 미상: 랭킹어학원 원장 역
- 미상: 학원 친구들 역
- 미상: 선덕의전남편이자 리안의 친할아버지 초희의 시아버지 남구&석구의 아버지

### 특별출연
- 최민: 크리스 역 - 풍금이 썸을 타는 남자(31회~37회)
- 이은율: 서준의 어머니 역 - 1401호에 사는 아파트 주민, 초희와 리안의 이웃.(1회)

## 시청률
최저 시청률과 최고 시청률은 시청률 조사회사와 지역별로 시청률에 차이가 있을 수 있습니다.
| 2021년  | 2021년    | 2021년         | 2021년         | 2021년       |
| 회차    | 방송일    | TNmS 시청률    | AGB 시청률     | AGB 시청률   |
| 회차    | 방송일    | 대한민국(전국) | 대한민국(전국) | 서울(수도권) |
| ------- | --------- | -------------- | -------------- | ------------ |
| 제1회   | 10월 4일  | 15.6%          | 17.1%          | 15.9%        |
| 제2회   | 10월 5일  | 13.7%          | 13.5%          | 12.0%        |
| 제3회   | 10월 6일  | 13.9%          | 12.2%          | 10.2%        |
| 제4회   | 10월 7일  | 12.9%          | 13.9%          | 12.4%        |
| 제5회   | 10월 8일  | 12.4%          | 12.5%          | 11.1%        |
| 제6회   | 10월 11일 | 14.9%          | 16.0%          | 15.1%        |
| 제7회   | 10월 12일 | 12.3%          | 13.2%          | 11.9%        |
| 제8회   | 10월 13일 | 14.6%          | 14.2%          | 13.1%        |
| 제9회   | 10월 14일 | 14.6%          | 14.2%          | 13.1%        |
| 제10회  | 10월 15일 | 11.8%          | 11.7%          | 10.3%        |
| 제11회  | 10월 18일 | 14.9%          | 14.3%          | 12.3%        |
| 제12회  | 10월 19일 | 12.1%          | 13.0%          | 11.6%        |
| 제13회  | 10월 20일 | 12.1%          | 13.2%          | 11.1%        |
| 제14회  | 10월 21일 | 14.2%          | 14.4%          | 12.6%        |
| 제15회  | 10월 22일 | 12.4%          | 12.4%          | 10.9%        |
| 제16회  | 10월 25일 | 14.3%          | 13.9%          | 12.1%        |
| 제17회  | 10월 26일 | 11.9%          | 12.8%          | 10.9%        |
| 제18회  | 10월 27일 | 12.3%          | 12.9%          | 10.9%        |
| 제19회  | 10월 28일 | 14.8%          | 15.2%          | 13.6%        |
| 제20회  | 10월 29일 | 13.5%          | 13.1%          | 11.3%        |
| 제21회  | 11월 1일  | 14.8%          | 14.2%          | 12.4%        |
| 제22회  | 11월 2일  | 14.1%          | 13.8%          | 11.7%        |
| 제23회  | 11월 3일  | 13.9%          | 13.8%          | 11.6%        |
| 제24회  | 11월 4일  | 14.4%          | 15.0%          | 13.2%        |
| 제25회  | 11월 5일  | 12.6%          | 12.4%          | 10.3%        |
| 제26회  | 11월 8일  | 14.3%          | 15.1%          | 13.4%        |
| 제27회  | 11월 9일  | 12.0%          | 13.0%          | 11.8%        |
| 제28회  | 11월 10일 | 12.6%          | 12.8%          | 11.0%        |
| 제29회  | 11월 11일 | 13.5%          | 13.5%          | 11.8%        |
| 제30회  | 11월 12일 | -              | 13.1%          | 11.3%        |
| 제31회  | 11월 15일 | 13.3%          | 12.8%          | 11.4%        |
| 제32회  | 11월 16일 | 13.0%          | 13.4%          | 11.4%        |
| 제33회  | 11월 17일 | 13.4%          | 13.4%          | 12.0%        |
| 제34회  | 11월 18일 | 13.2%          | 14.0%          | 12.0%        |
| 제35회  | 11월 19일 | 13.5%          | 13.2%          | 11.7%        |
| 제36회  | 11월 22일 | 15.3%          | 15.5%          | 13.9%        |
| 제37회  | 11월 23일 | 13.6%          | 13.8%          | 11.8%        |
| 제38회  | 11월 24일 | 14.1%          | 14.2%          | 12.7%        |
| 제39회  | 11월 25일 | 15.5%          | 15.6%          | 14.4%        |
| 제40회  | 11월 26일 | 14.2%          | 14.0%          | 12.5%        |
| 제41회  | 12월 6일  | 13.4%          | 14.4%          | 12.7%        |
| 제42회  | 12월 7일  | -              | 13.7%          | 12.4%        |
| 제43회  | 12월 8일  | 13.7%          | 13.2%          | 11.4%        |
| 제44회  | 12월 9일  | 16.4%          | 15.9%          | 13.7%        |
| 제45회  | 12월 10일 | 14.3%          | 15.0%          | 13.9%        |
| 제46회  | 12월 13일 | 13.3%          | 15.5%          | 14.4%        |
| 제47회  | 12월 14일 | 13.9%          | 14.0%          | 12.7%        |
| 제48회  | 12월 15일 | 14.2%          | 14.1%          | 12.7%        |
| 제49회  | 12월 16일 | 14.9%          | 16.1%          | 14.7%        |
| 제50회  | 12월 17일 | 15.0%          | 15.4%          | 14.9%        |
| 제51회  | 12월 20일 | 16.5%          | 17.0%          | 15.4%        |
| 제52회  | 12월 21일 | 15.1%          | 15.3%          | 13.3%        |
| 제53회  | 12월 22일 | 15.4%          | 15.8%          | 14.6%        |
| 제54회  | 12월 23일 | 17.1%          | 16.7%          | 15.1%        |
| 제55회  | 12월 24일 | 15.0%          | 14.9%          | 13.9%        |
| 제56회  | 12월 27일 | 15.2%          | 16.7%          | 14.9%        |
| 제57회  | 12월 28일 | 14.6%          | 15.5%          | 13.5%        |
| 제58회  | 12월 29일 | 15.0%          | 15.7%          | 13.9%        |
| 제59회  | 12월 30일 | 16.7%          | 17.1%          | 15.2%        |
| 제60회  | 12월 31일 | 15.6%          | 15.2%          | 13.7%        |
| 2022년  |           |                |                |              |
| 제61회  | 1월 3일   | 15.9%          | 18.3%          | 16.9%        |
| 제62회  | 1월 4일   | 14.5%          | 16.3%          | 14.7%        |
| 제63회  | 1월 5일   | 15.1%          | 16.8%          | 15.3%        |
| 제64회  | 1월 6일   | 14.8%          | 18.2%          | 16.8%        |
| 제65회  | 1월 7일   | 14.8%          | 17.9%          | 16.5%        |
| 제66회  | 1월 10일  | 15.5%          | 17.5%          | 15.7%        |
| 제67회  | 1월 11일  | 13.8%          | 16.4%          | 14.5%        |
| 제68회  | 1월 12일  | 13.9%          | 17.7%          | 16.4%        |
| 제69회  | 1월 13일  | 15.1%          | 18.2%          | 16.9%        |
| 제70회  | 1월 14일  | 15.0%          | 17.0%          | -            |
| 제71회  | 1월 17일  | 16.0%          | 18.8%          | 16.9%        |
| 제72회  | 1월 18일  | 14.2%          | 16.8%          | 15.5%        |
| 제73회  | 1월 19일  | 16.2%          | 18.0%          | 16.6%        |
| 제74회  | 1월 20일  | 15.8%          | 18.5%          | 17.6%        |
| 제75회  | 1월 21일  | 14.9%          | 17.3%          | 15.5%        |
| 제76회  | 1월 24일  | 15.9%          | 18.5%          | 17.1%        |
| 제77회  | 1월 25일  | 17.0%          | 17.9%          | 16.7%        |
| 제78회  | 1월 26일  | 15.7%          | 16.6%          | 14.8%        |
| 제79회  | 1월 27일  | 16.2%          | 18.6%          | 17.8%        |
| 제80회  | 1월 28일  | 14.1%          | 17.2%          | 16.2%        |
| 제81회  | 1월 31일  | 7.4%           | 9.7%           | 9.0%         |
| 제82회  | 2월 1일   | 10.6%          | 12.3%          | 11.4%        |
| 제83회  | 2월 2일   | 15.1%          | 16.4%          | 15.2%        |
| 제84회  | 2월 7일   | 11.2%          | 12.8%          | 11.5%        |
| 제85회  | 2월 8일   | 12.7%          | 13.7%          | 12.9%        |
| 제86회  | 2월 9일   | 13.4%          | 14.7%          | 13.8%        |
| 제87회  | 2월 10일  | 14.8%          | 16.5%          | 15.2%        |
| 제88회  | 2월 11일  | 10.6%          | 10.9%          | 10.9%        |
| 제89회  | 2월 14일  | 12.1%          | 15.0%          | 13.7%        |
| 제90회  | 2월 15일  | 15.2%          | 16.1%          | 14.9%        |
| 제91회  | 2월 17일  | 15.3%          | 17.1%          | 15.6%        |
| 제92회  | 2월 18일  | 16.2%          | 17.3%          | 16.1%        |
| 제93회  | 2월 22일  | 16.1%          | 16.6%          | 15.2%        |
| 제94회  | 2월 23일  | 18.0%          | 18.0%          | 16.5%        |
| 제95회  | 2월 24일  | 17.7%          | 18.3%          | 17.0%        |
| 제96회  | 2월 28일  | 17.6%          | 18.7%          | 17.5%        |
| 제97회  | 3월 1일   | 16.6%          | 18.2%          | 17.3%        |
| 제98회  | 3월 3일   | 16.9%          | 18.3%          | 17.3%        |
| 제99회  | 3월 7일   | 17.5%          | 19.5%          | 17.2%        |
| 제100회 | 3월 8일   | 16.1%          | 17.3%          | 15.4%        |
| 제101회 | 3월 10일  | 18.0%          | 18.9%          | 17.4%        |
| 제102회 | 3월 11일  | 17.8%          | 17.9%          | 16.7%        |
| 제103회 | 3월 14일  | 19.0%          | 19.3%          | 18.6%        |
| 제104회 | 3월 15일  | 17.1%          | 18.0%          | 16.8%        |
| 제105회 | 3월 16일  | 18.1%          | 18.6%          | 17.2%        |
| 제106회 | 3월 17일  | 18.7%          | 19.0%          | 17.8%        |
| 제107회 | 3월 18일  | 17.5%          | 17.9%          | 16.8%        |
| 제108회 | 3월 21일  | 18.9%          | 18.8%          | 17.5%        |
| 제109회 | 3월 22일  | 16.7%          | 17.6%          | 15.8%        |
| 제110회 | 3월 23일  | 18.2%          | 18.0%          | 16.2%        |
| 제111회 | 3월 24일  | 17.0%          | 17.2%          | 15.9%        |
| 제112회 | 3월 25일  | 15.4%          | 17.2%          | 15.8%        |
| 제113회 | 3월 28일  | 17.4%          | 18.7%          | 17.8%        |
| 제114회 | 3월 29일  | 17.3%          | 17.8%          | 16.8%        |
| 제115회 | 3월 30일  | 17 6%          | 18.1%          | 16.5%        |
| 제116회 | 3월 31일  | 17.6%          | 19.0%          | 17.3%        |
| 제117회 | 4월 1일   | 17.1%          | 16.9%          | 15.7%        |
| 제118회 | 4월 4일   | 17.5%          | 18.9%          | 17.5%        |
| 제119회 | 4월 5일   | 16.8%          | 17.9%          | 16.8%        |
| 제120회 | 4월 6일   | 17.6%          | 17.4%          | 15.7%        |
| 제121회 | 4월 7일   | -              | 18.4%          | 16.7%        |
| 제122회 | 4월 8일   | -              | 17.2%          | 16.0%        |

## 결방 사유 및 연장
- 2021년 11월 29일~2021년 12월 3일: 본 작품의 스태프와 배우 윤다영이 코로나 19 확진 판정으로 인해 《국가대표 와이프》다시보는1회~40회 스페셜 방송으로 대체편성.
- 2022년 2월 3일: 《방송 3사 합동초청 2022 대선후보토론》 생중계방송으로 인한 결방.
- 2022년 2월 4일: 《2022년 동계 올림픽》 개막식 중계방송으로 인한 결방.
- 2022년 2월 16일: 《2022년 동계 올림픽》 여자 컬링 8차전 대한민국: 덴마크 편성으로 인한 결방.
- 2022년 2월 21일, 2022년 2월 25일, 2022년 3월 2일: 중앙선거방송토론위원회 주관 2022 대선후보 법정 TV 토론 생방송으로 인한 결방.
- 2022년 3월 4일: 《2022년 동계 패럴림픽》 개막식 중계방송으로 인한 결방.
- 2022년 3월 9일: 《대한민국 제20대 대통령 선거》 개표방송으로 인한 결방.
- 국가대표 와이프 방영 분량이 120부작에서 2회 연장되어 122부작으로 변경 및 확정되었다.

## OST
- Part. 1 소연(라붐) - 다가와 늘 네 미소가(2021. 11. 8. 발매)
- Part. 2 모모랜드 - 꿈의 노래(2021. 11. 15. 발매)
- Part. 3 박서진 - 힘내라 인생(2021. 11. 29. 발매)
- Part. 4 리누 - 별이 될래(2021. 12. 6. 발매)
- Part. 5 헤이걸스마이엘리스(2022. 1. 6.발매)
- Part. 6 강우 내안에있는너
- Part 7 그나 여기있나요
- Part 8 혜은이 위로

## 수상 및 후보
| 연도 | 시상식             | 부문                        | 수상자 | 결과 |
| ---- | ------------------ | --------------------------- | ------ | ---- |
| 2021 | KBS 연기대상       | 일일드라마 부문 남자 우수상 | 한상진 | 후보 |
| 2021 | KBS 연기대상       | 일일드라마 부문 여자 우수상 | 한다감 | 수상 |
| 2021 | KBS 연기대상       | 여자 인기상                 | 윤다영 | 후보 |
| 2022 | 에이판 스타 어워즈 | 연속극부문 남자 우수 연기상 | 한상진 | 수상 |

## 참고 사항
- 한다감은 데뷔 이래 최초로 일일 드라마의 여주인공을 맡는다.
- 김지완 작가는 MBC 2부작 단막드라마 《향단전》 이후로 두 번째로 드라마를 단독으로 집필한다.
- 최지영 PD와 김지완 작가는 KBS 2TV 일일 드라마 《오늘부터 사랑해》 이후 6년 2개월 만에 재회한다.
- 신승환은 KBS 1TV 일일 드라마 《가족을 지켜라》 이후로 6년만에 출연하는 작품이다.
- 조향기는 MBC 주말연속극 《글로리아》 이후 10년 9개월 만에 복귀했다.
- 금보라는 SBS 주말 특별기획 드라마 《착한마녀전》 이후 3년 3개월 만에 안방극장에 복귀한다.
- 양미경은 KBS 1TV 일일 드라마 《빛나라 은수》 종영 이후 5년 만에 복귀한다.
- 금보라와 양미경은 MBC 주말 특별기획 드라마 《메이퀸》, MBC 주말 드라마 《왔다! 장보리》에 이어 3번째로 호흡을 맞춘다.
- 금보라와 안석환은 SBS 일일 드라마 《소풍가는 여자》 이후 17년 만에 재회한다.
- 조은숙과 안석환은 KBS 1TV TV소설 《바람꽃》 이후 16년 만에 재회한다.
- 윤다영과 양미경은 KBS 2TV 일일 드라마 《비밀의 남자》 종영 이후 8개월 만에 복귀한다.
- 윤다영과 조은숙은 KBS 2TV TV소설 《꽃 피어라 달순아!》 이후 4년 만에 재회한다.
- 김덕현은 KBS 1TV 일일 드라마 《힘내요 미스터 김》 이후 8년 반 만에 같은 슬롯에 돌아왔다.
- 한상진이 맡은 강남구 역은 2016년~2017년 SBS 아침연속극 《아임 쏘리 강남구》에서 박선호가 맡은 역할과 이름이 같다.
- 이 드라마에는 악역이 없다.
- 심지호는 2019년에 방송된 KBS1 일일드라마 《꽃길만 걸어요》이후로 2년만에 복귀하는 작품이다.

## 같이 보기
- 대한민국의 텔레비전 드라마 목록 (ㄱ)
- 2021년 대한민국의 텔레비전 드라마 목록